# Leopold II (książę Austrii)
Leopold II, (ur. 1328, zm. 10 sierpnia 1344) – książę Austrii z dynastii Habsburgów.

## Życiorys
Leopold II był synem księcia Austrii, Styrii i Karyntii Ottona Wesołego i Elżbiety Bawarskiej, córki księcia Dolnej Bawarii Stefana I.
Po śmierci ojca w 1339 wraz z bratem Fryderykiem II został tytularnym księciem Austrii.
Zmarł nagle 10 sierpnia 1344. Największym beneficjentem jego śmierci był jego stryj Albrecht II Kulawy, który władał ziemiami od 1330.